# Pontechium maculatum
Pontechium maculatum (синяк плямистий як Echium maculatum) — вид рослин з родини шорстколистих (Boraginaceae), поширений у центральній і південно-східній Європі, Туреччині, Вірменії, Азербайджану.

## Опис
Дворічна рослина 30–100 см заввишки. Листки, стебла, квітколоже і чашолистки негусто вкриті тонкими або б.-м. жорсткуватими щетинками. Колосоподібне суцвіття подовжене, його довжина в 8–10 разів перевищує ширину.

## Поширення
Поширений у центральній і південно-східній Європі, Туреччині, Вірменії, Азербайджану; також культивується.
В Україні вид зростає на степових схилах, лісових галявинах, перелогах, сухих луках — північні степові, лісостепові та частково південні лісові райони.

## Охорона
Вид занесений до Директиви Європейського Союзу 92/43/ЄС «Про збереження природних оселищ та видів природної фауни і флори» (Додаток II. Види рослин і тварин, що становлять особливий інтерес для Європейського Союзу, збереження яких потребує створення територій особливої охорони).